# Chisoneta isolata
Espèce
Synonymes
- Leptoneta isolata Gertsch, 1971
- Neoleptoneta isolata (Gertsch, 1971)

Chisoneta isolata est une espèce d'araignées aranéomorphes de la famille des Leptonetidae.

## Distribution
Cette espèce est endémique du Nuevo León au Mexique. Elle se rencontre dans les grottes Grutas de García à Monterrey.

## Description
Le mâle holotype mesure 2,7 mm et la femelle 2,7 mm.

## Publication originale
- Gertsch, 1971 : A report on some Mexican cave spiders. Association of Mexican Cave Studies Bulletin, vol. 4, p. 47-111 (texte intégral).